# Israëlisch curlingteam (gemengddubbel)
Het Israëlische curlingteam vertegenwoordigt Israël in internationale curlingwedstrijden.

## Geschiedenis
Israël debuteerde op het wereldkampioenschap curling voor gemengddubbele landenteams ven 2016 in het Zweedse Karlstad. De eerste interland werd met 10-5 verloren van Wit-Rusland. Israël won één wedstrijd en eindigde als tweeëndertigste. Het beste resultaat behaalde het land tegen Nederland, zowel in 2016 als in 2017 wonnen Rachel Katzman en Leonid Rivkind met 10-4 van het nederlandse team. In 2017 werd Israël daarmee vijfentwintigste.

## Israël op het wereldkampioenschap
| Jaar | Plaats        | Team                            | WG            | W             | V             | PV            | PT            |
| ---- | ------------- | ------------------------------- | ------------- | ------------- | ------------- | ------------- | ------------- |
| 2008 | Geen deelname | Geen deelname                   | Geen deelname | Geen deelname | Geen deelname | Geen deelname | Geen deelname |
| 2009 | Geen deelname | Geen deelname                   | Geen deelname | Geen deelname | Geen deelname | Geen deelname | Geen deelname |
| 2010 | Geen deelname | Geen deelname                   | Geen deelname | Geen deelname | Geen deelname | Geen deelname | Geen deelname |
| 2011 | Geen deelname | Geen deelname                   | Geen deelname | Geen deelname | Geen deelname | Geen deelname | Geen deelname |
| 2012 | Geen deelname | Geen deelname                   | Geen deelname | Geen deelname | Geen deelname | Geen deelname | Geen deelname |
| 2013 | Geen deelname | Geen deelname                   | Geen deelname | Geen deelname | Geen deelname | Geen deelname | Geen deelname |
| 2014 | Geen deelname | Geen deelname                   | Geen deelname | Geen deelname | Geen deelname | Geen deelname | Geen deelname |
| 2015 | Geen deelname | Geen deelname                   | Geen deelname | Geen deelname | Geen deelname | Geen deelname | Geen deelname |
| 2016 | 32            | Leonid Rivkind & Rachel Katzman | 6             | 1             | 5             | 27            | 44            |
| 2017 | 25            | Leonid Rivkind & Rachel Katzman | 7             | 2             | 5             | 37            | 65            |
| 2018 | 36            | Leonid Rivkind & Elana Sone     | 7             | 1             | 6             | 25            | 61            |
| 2019 | Geen deelname | Geen deelname                   | Geen deelname | Geen deelname | Geen deelname | Geen deelname | Geen deelname |
| 2021 | Geen deelname | Geen deelname                   | Geen deelname | Geen deelname | Geen deelname | Geen deelname | Geen deelname |
| 2022 | Geen deelname | Geen deelname                   | Geen deelname | Geen deelname | Geen deelname | Geen deelname | Geen deelname |
| 2023 | Geen deelname | Geen deelname                   | Geen deelname | Geen deelname | Geen deelname | Geen deelname | Geen deelname |
| 2024 | Geen deelname | Geen deelname                   | Geen deelname | Geen deelname | Geen deelname | Geen deelname | Geen deelname |
| 2025 | Geen deelname | Geen deelname                   | Geen deelname | Geen deelname | Geen deelname | Geen deelname | Geen deelname |

Australië · België · Brazilië · Bulgarije · Canada · China · Chinees Taipei · Denemarken · Duitsland · Engeland · Estland · Filipijnen · Finland · Frankrijk · Griekenland · Groot-Brittannië · Guyana · Hongarije · Hongkong · Ierland · India · Israël · Italië · Jamaica · Japan · Kazachstan · Kirgizië · Koeweit · Kosovo · Kroatië · Letland · Litouwen · Luxemburg · Mexico · Mongolië · Nederland · Nieuw-Zeeland · Nigeria · Noorwegen · Oekraïne · Oostenrijk · Polen · Portugal · Puerto Rico · Qatar · Roemenië · Rusland · Saoedi-Arabië · Schotland · Servië · Slovenië · Slowakije · Spanje · Thailand · Tsjechië · Turkije · Verenigde Staten · Wales · Wit-Rusland · Zuid-Korea · Zweden · Zwitserland